# アンドレア・ドーリア (戦艦・2代)
アンドレア・ドーリア 、またはアンドレア・ドリア (Andrea Doria) は、イタリア王立海軍 (Regia Marina) が保有し、第一次世界大戦と第二次世界大戦で運用した弩級戦艦。
カイオ・ドゥイリオ級戦艦の2番艦だが、本艦をネームシップとして、アンドレア・ドリア級戦艦とする複数の資料がある。
艦名は16世紀のジェノヴァ共和国の提督アンドレア・ドーリアに由来する。
姉妹艦はカイオ・ドゥイリオ (Caio Duilio) 。

## 艦歴

### 建造
カイオ・ドゥイリオ級戦艦（アンドレア・ドリア級戦艦）は、コンテ・ディ・カブール級戦艦の改良型である。本艦はラ・スペツィア造船所で1912年（明治45年）3月24日、起工。1913年（大正2年）3月30日に進水し、1916年（大正5年）3月13日に竣工した。第一次世界大戦開戦時、イタリア海軍はモレノ級戦艦（リバダビア級戦艦）を買収しようとしたが不調に終わり、イタリア初の超弩級戦艦（フランチェスコ・カラッチョロ級）の建造も中止された。この結果、本艦がイタリア海軍が建造した最後の弩級戦艦になった。

### 第一次世界大戦から海軍休日時代
1918年の初めは「アンドレア・ドーリア」はターラントに配備されていたが、11月10日にコルフ島へ移され1919年2月19日までそこにとどまった。それからタラントに戻り、次いで7月4日にコンスタンティノープルへと向かい同月9日に到着した。そこで連合国艦隊に加わり11月9日まで留まった後タラントに戻った。1920年、ヴェルサイユ条約によってイタリアに割り当てられた旧ドイツ艦艇を引き取るための人員確保のためイタリア艦隊の大半は一時的に解役され、その期間「アンドレア・ドーリア」は実働可能な唯一の戦艦であった。11月、セルビア人・クロアチア人・スロベニア人王国との間でラパッロ条約が調印された。同月、「アンドレア・ドーリア」はフューメのガブリエーレ・ダンヌンツィオによる反乱鎮圧のため派遣された。12月24日にフューメ攻撃に加わり、二日後には反乱に加わっていた駆逐艦「エスペロ」に対して76 mm砲による斉射を3回行って大きな損害を与えた。「アンドレア・ドーリア」はダンヌンツィオの本拠も砲撃し、彼を負傷させた。ダンヌンツィオは12月31日に降伏した。
1923年（大正12年）のギリシャとのコルフ島事件では「アンドレア・ドーリア」を含むイタリア艦隊が島へ派遣された。コルフ島事件の解決後、「アンドレア・ドーリア」はスペインを訪問した。1925年（大正14年）1月16日、「アンドレア・ドーリア」はリスボンを訪問しヴァスコ・ダ・ガマの死没後400年記念祭に参加した。続いて2月7日から6月までラ・スペツィアで改修を実施。シリアで内乱が起きるとイタリア国民の避難が必要になった場合に備えて「アンドレア・ドーリア」は駆逐艦部隊と共に東地中海へ向かった。シリアでの騒乱が沈静化した12月12日まで「アンドレア・ドーリア」はレロス島に停泊していた。
1932年（昭和7年）8月、タラントで予備役となる。ヨーロッパで建艦競争が再燃する中で、イタリア海軍は新世代戦艦（リットリオ級）の建造に乗り出す。だがフランス海軍のダンケルク級戦艦（1931年12月24日、起工）やリシュリュー級戦艦（1935年10月22日、起工）が先行する中で、リットリオ級戦艦（2隻とも1934年10月、起工）は中々完成しなかった。
このような経緯を踏まえ、ワシントン海軍軍縮条約で保有を許された主力艦より弩級戦艦4隻に大改造を実施して、フランス海軍の新鋭戦艦（ダンケルク級）に対抗することにした。
1937年（昭和12年）3月30日にトリエステに到着し、4月8日からカンティエーリ・リウニーティ・デッラドリアーティコの造船所で大規模な改装工事が開始された。カヴール級の改造実績や、建造中のリットリオ級戦艦を参考にしたので、上部構造物や兵装配置がリットリオ級と似たものとなっている。

### 第二次世界大戦から冷戦期

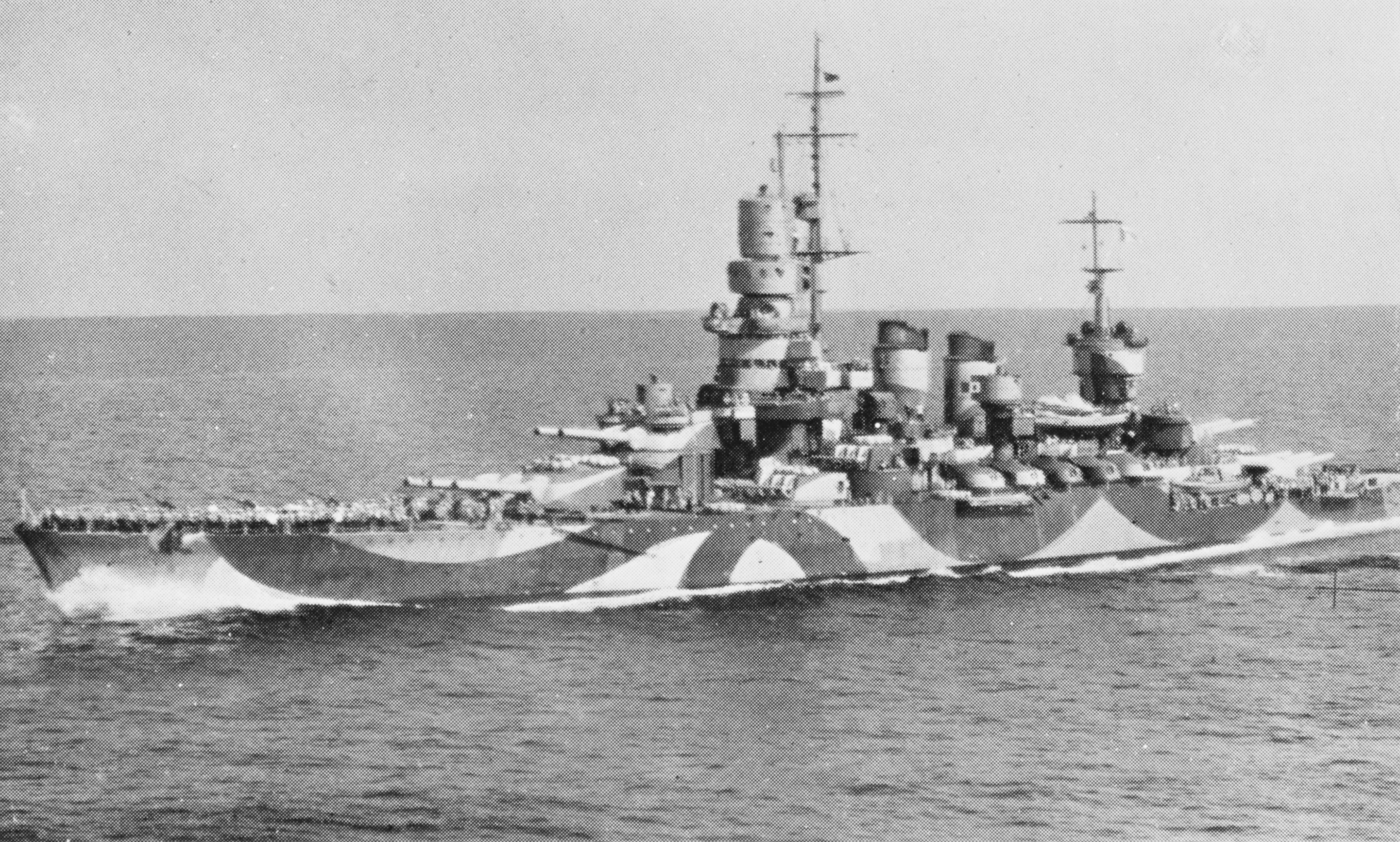
1943年9月9日、抑留のためマルタ島へ向かうアンドレア・ドーリア

1940年（昭和15年）6月10日、イタリア王国は第二次世界大戦に枢軸陣営として参戦、地中海戦線が形成された（地中海攻防戦）。カブール級2隻（カブール、チェーザレ）は開戦に間に合ったが、本級の就役は遅れた。「アンドレア・ドーリア」の改装は同年10月に完了し、10月26日にタラントで第5戦隊 (V Divisione Corazzate) に編入された。「アンドレア・ドーリア」は11月11日から12日の夜のMB8作戦にともなうタラント空襲では損害は受けず、12日にナポリへ移された。
12月初め、イタリア海軍は艦隊の再編を行ったが、「アンドレア・ドーリア」は戦艦「ジュリオ・チェザーレ」とともに第5戦隊に留まった。1941年（昭和16年）1月初め、「アンドレア・ドーリア」は戦艦「ヴィットリオ・ヴェネト」とともにイギリス軍のMC4作戦（エクセス作戦）に対して出撃したが、イギリス軍部隊を捕捉できず1月11日に帰投した。
2月9日、「アンドレア・ドーリア」などからなるイタリア艦隊はジェノヴァ砲撃を敢行したイギリス艦隊（H部隊）を捕捉しようとしたものの、誤情報に振り回されるなどしたため捕捉に失敗した。ラスター作戦にともなって生起した3月下旬のマタパン岬沖海戦に、本艦は参加していない。タラント空襲とマタパン岬沖海戦でリットリオ級戦艦2隻が大破してしまったので、イタリア改装戦艦の行動も慎重にならざるを得なくなった。またイタリアの燃料不足も、イタリア戦艦の行動に影響を与えはじめた。
イタリア艦隊は地中海の要所マルタ島へむかうマルタ輸送船団の撃滅を企図して何度か出撃したが、不首尾におわった。1941年後半になると、イギリス地中海艦隊やH部隊の主力艦が相次いで被害を受ける。
同時に、北アフリカ戦線にむかう枢軸陣営輸送船団が連合国の小規模水上艦部隊（K部隊など）に襲撃されて大損害を受ける事例が生じ、イタリア海軍の巡洋艦や戦艦も船団護衛任務に投入された。
同年12月、「アンドレア・ドーリア」はイタリアからリビアのベンガジへの大規模船団の護衛作戦（M41作戦）に参加した。次いでM42作戦に参加し、その際に第1次シルテ湾海戦が発生した。1942年（昭和17年）1月にもリビアへの船団護衛作戦（M43作戦）に参加したが、作戦中に機械的な問題が発生し港に引き返した。以後、燃料不足のため、イタリア戦艦の行動が制限される。1943年（昭和18年）9月8日にイタリアが連合国に降伏するまで活動は乏しかった。
バドリオ伊国首相より休戦宣言が発表されると、イタリア海軍艦艇群のうち、本艦を含めたグループは英領マルタのバレッタ港に入港した。
1944年（昭和19年）6月8日までそこで抑留された。「アンドレア・ドーリア」は1945年（昭和20年）3月14日にタラントに戻った。
同年5月に「アンドレア・ドーリア」はシラクサへ移動し、1949年（昭和24年）12月13日までそこにとどまった。それから1950年（昭和25年）12月9日までと1951年（昭和26年）3月9日から1953年（昭和28年）5月までイタリア艦隊の旗艦をつとめた。他のイタリア戦艦が除籍されたり戦利艦として引き渡される中で、アンドレア・ドリア級戦艦2隻はイタリアにとどまった。その後は砲術練習艦となり、1956年（昭和31年）9月16日に退役。11月1日に除籍され、ラ・スペツィアで解体された。